# Țara zăpezilor (roman)
Țara zăpezilor (雪国 Yukiguni?) este un roman din 1935-1937 al scriitorului japonez Yasunari Kawabata.